# Ulica Wojewódzka w Katowicach
Ulica Wojewódzka w Katowicach – jedna z ważniejszych ulic w katowickiej dzielnicy Śródmieście.

## Przebieg
Ulica rozpoczyna swój bieg od skrzyżowania z ulicą Jana Kochanowskiego, ulicą Tadeusza Kościuszki i ulicą Św. Jana, obok Kinoteatru Rialto i wiaduktu kolejowego. Następnie krzyżuje się z ul. Plebiscytową, ul. Henryka Sienkiewicza, ul. Podgórną (przejście podziemne pod linią kolejową do ulicy Mariackiej), ul. Józefa Lompy, ul. St. Kobylińskiego i ul. Władysława Reymonta. Za ul. Francuską, ul. ks. J. Szafranka i ul. Zacisze kończy swój bieg przy ul. księdza Konstantego Damrota.
Ulica Wojewódzka biegnie równolegle do linii kolejowej Wrocław–Kraków. Od skrzyżowania z ul. Jana Kochanowskiego do skrzyżowania z ulicą Francuską jest jednokierunkowa (w kierunku wschodnim).

## Historia

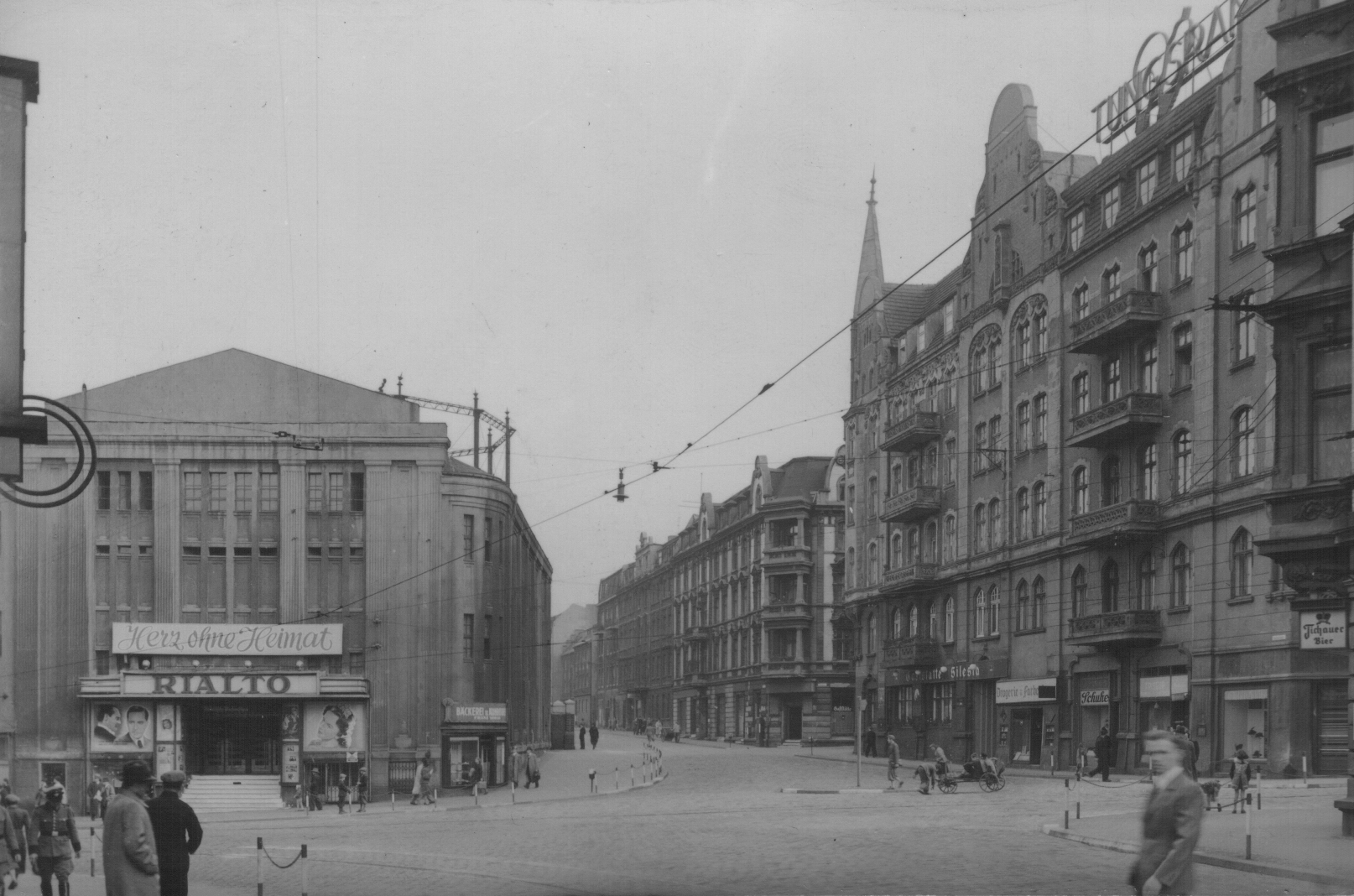
Początek ul. Wojewódzkiej (na wprost), obok znajduje się Kinoteatr Rialto (po lewej)

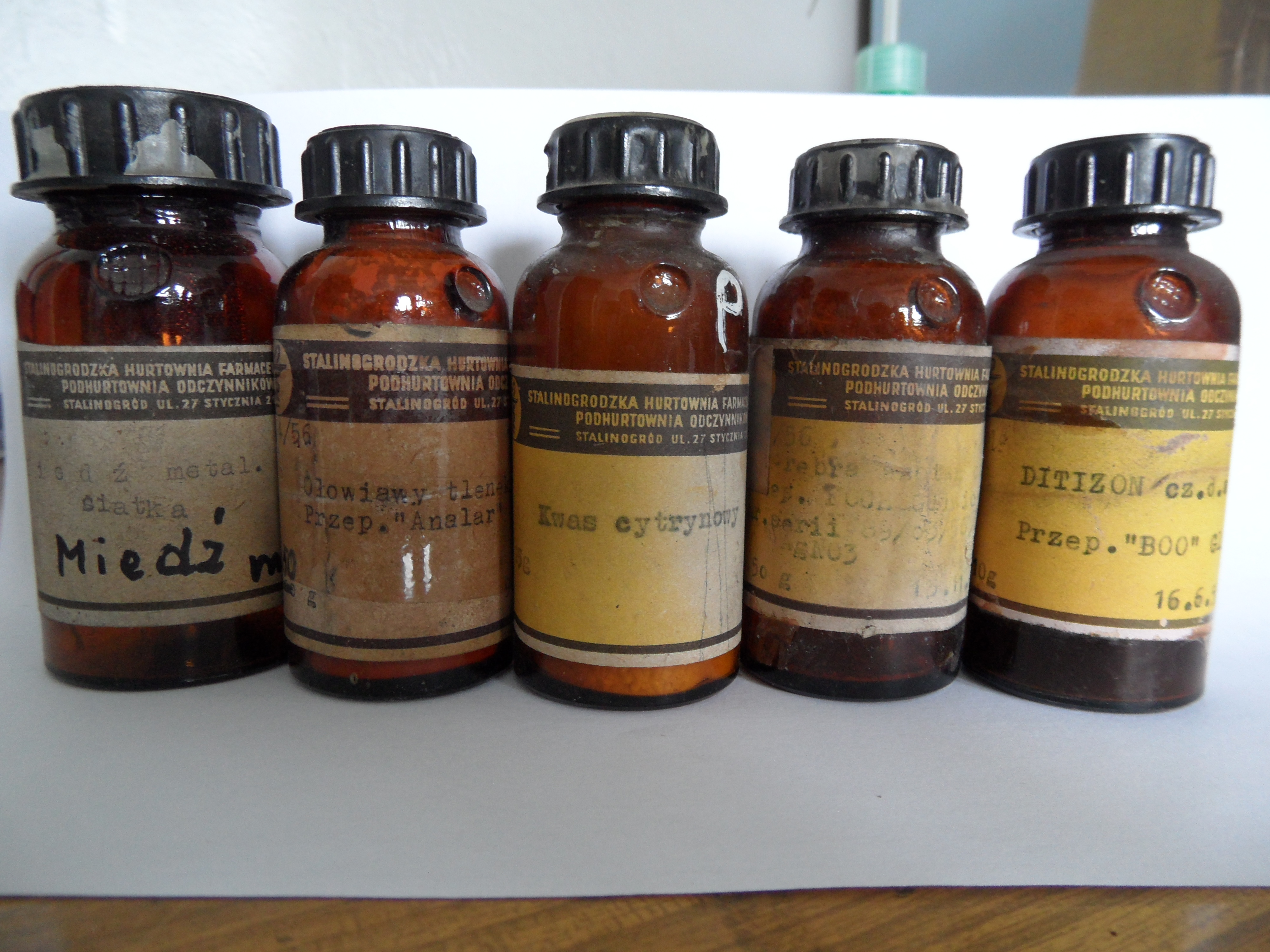
Odczynniki chemiczne konfekcjonowane przez Stalinogrodzką Hurtownię Farmaceutyczną, mieszczącą się przy ul. 27 Stycznia, lata 50. XX w.

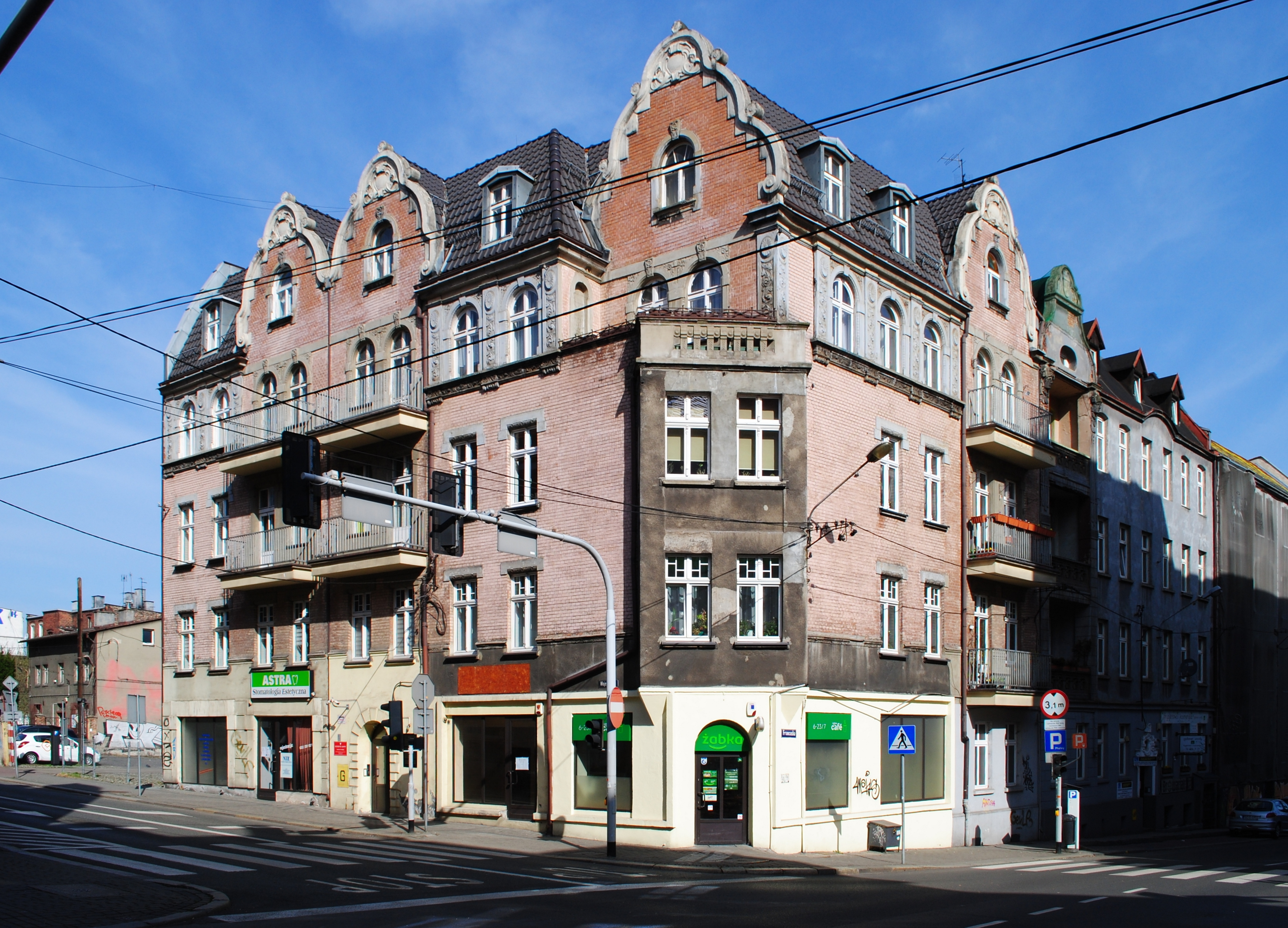
Zabytkowa kamienica z 1906 r. (róg ul. Wojewódzkiej 48 i ul. Francuskiej)

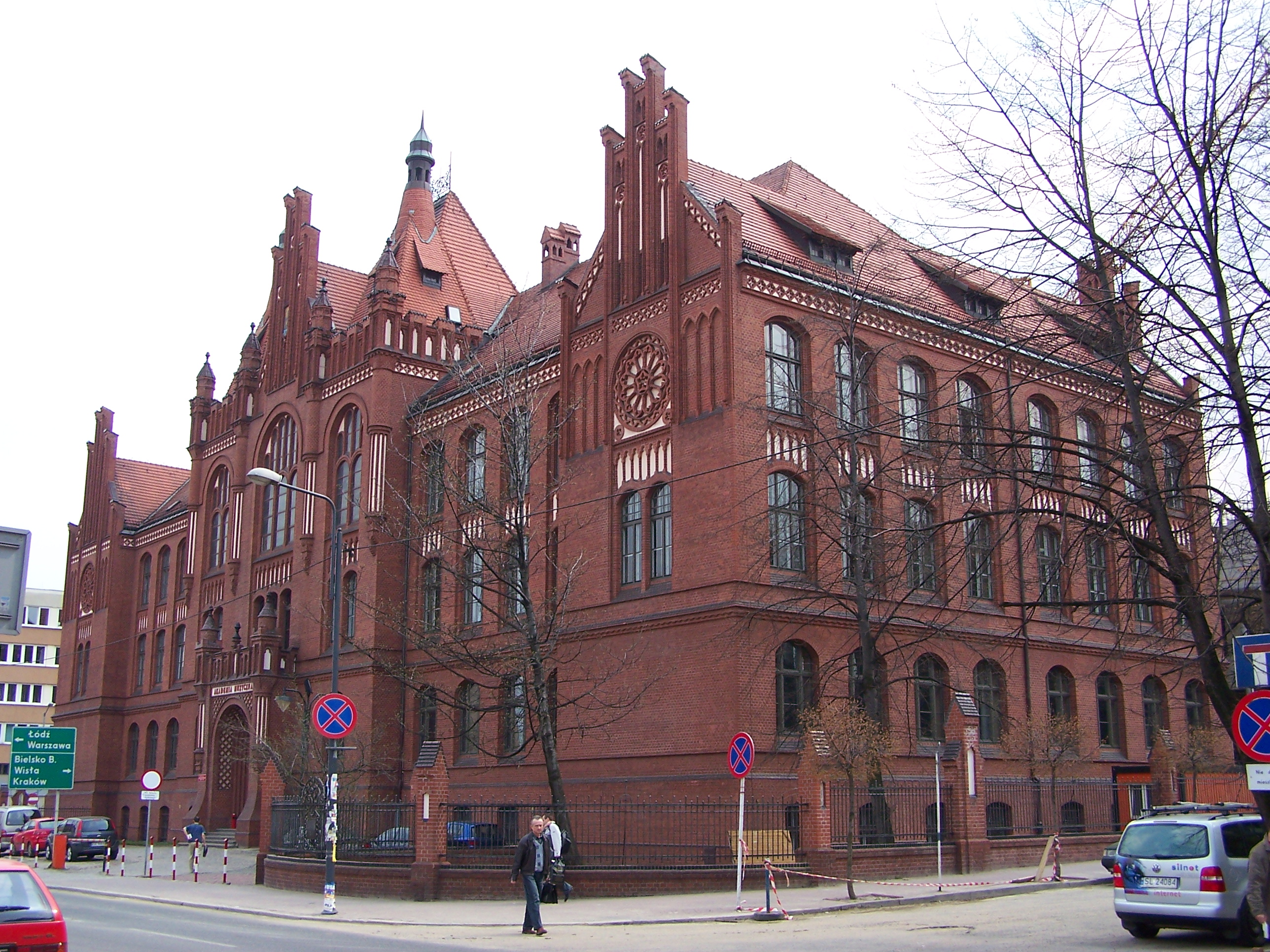
Gmach Akademii Muzycznej

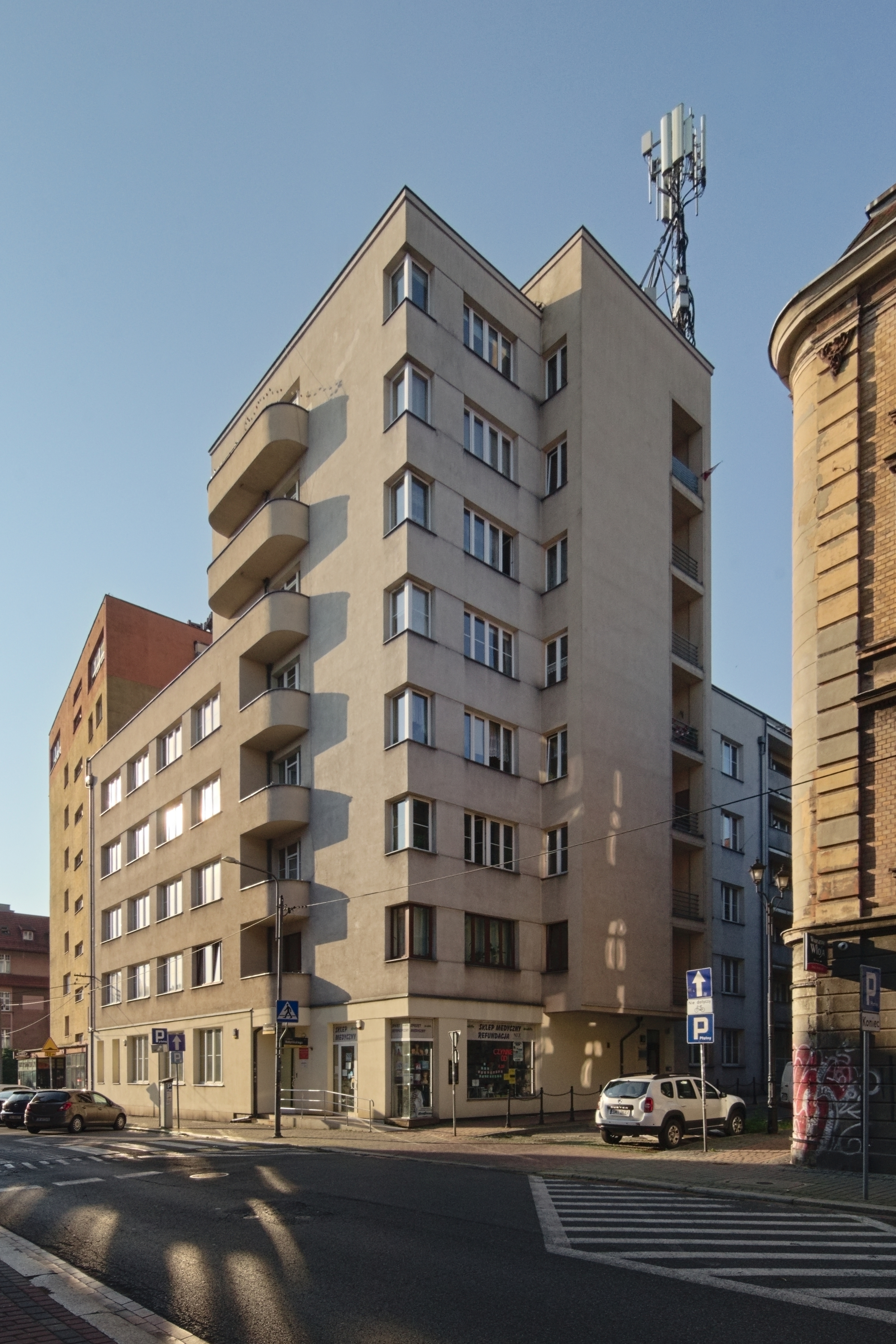
Dom profesorów Śląskich Technicznych Zakładów Naukowych

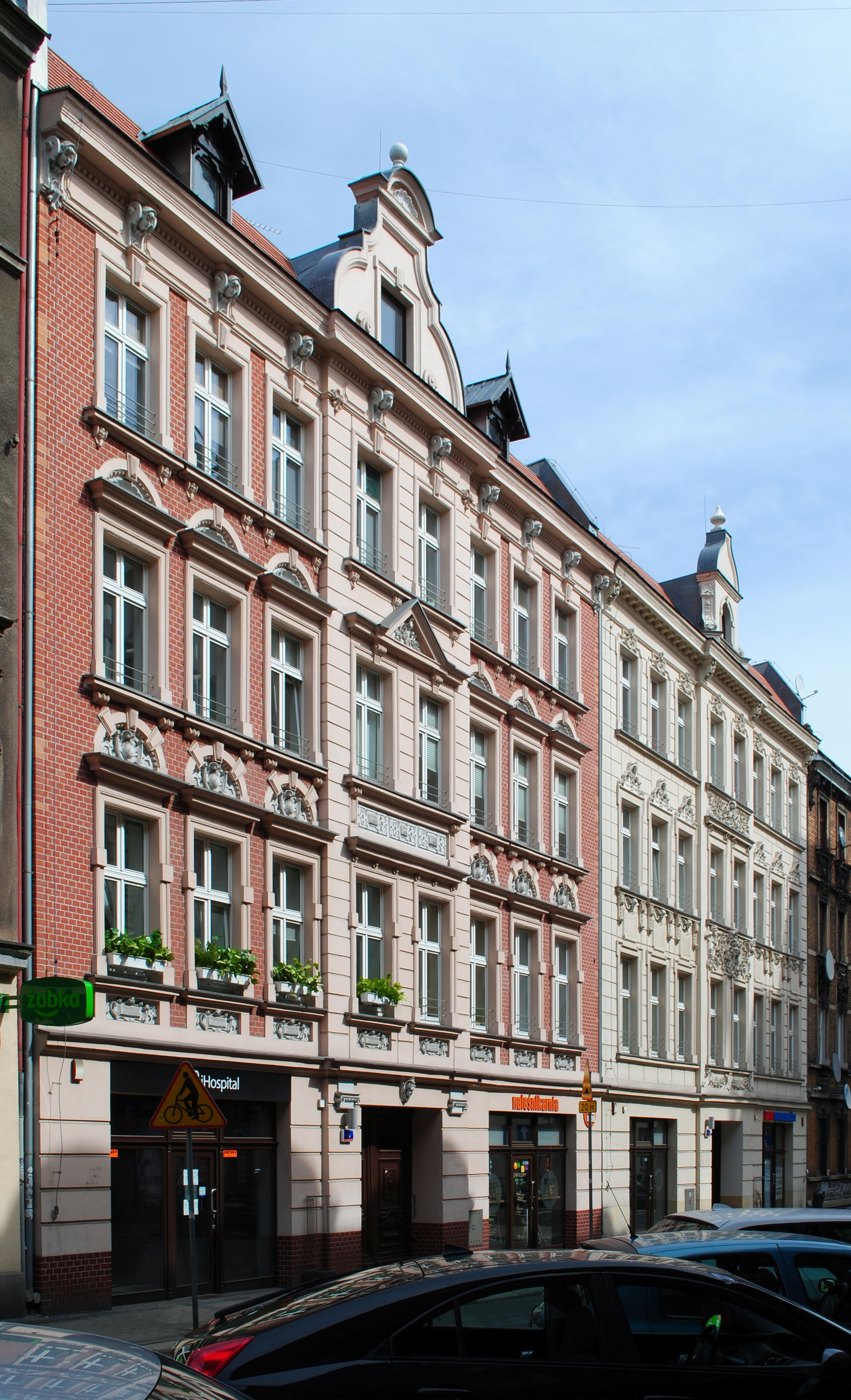
Kamienice przy ul. Wojewódzkiej 36 i 38

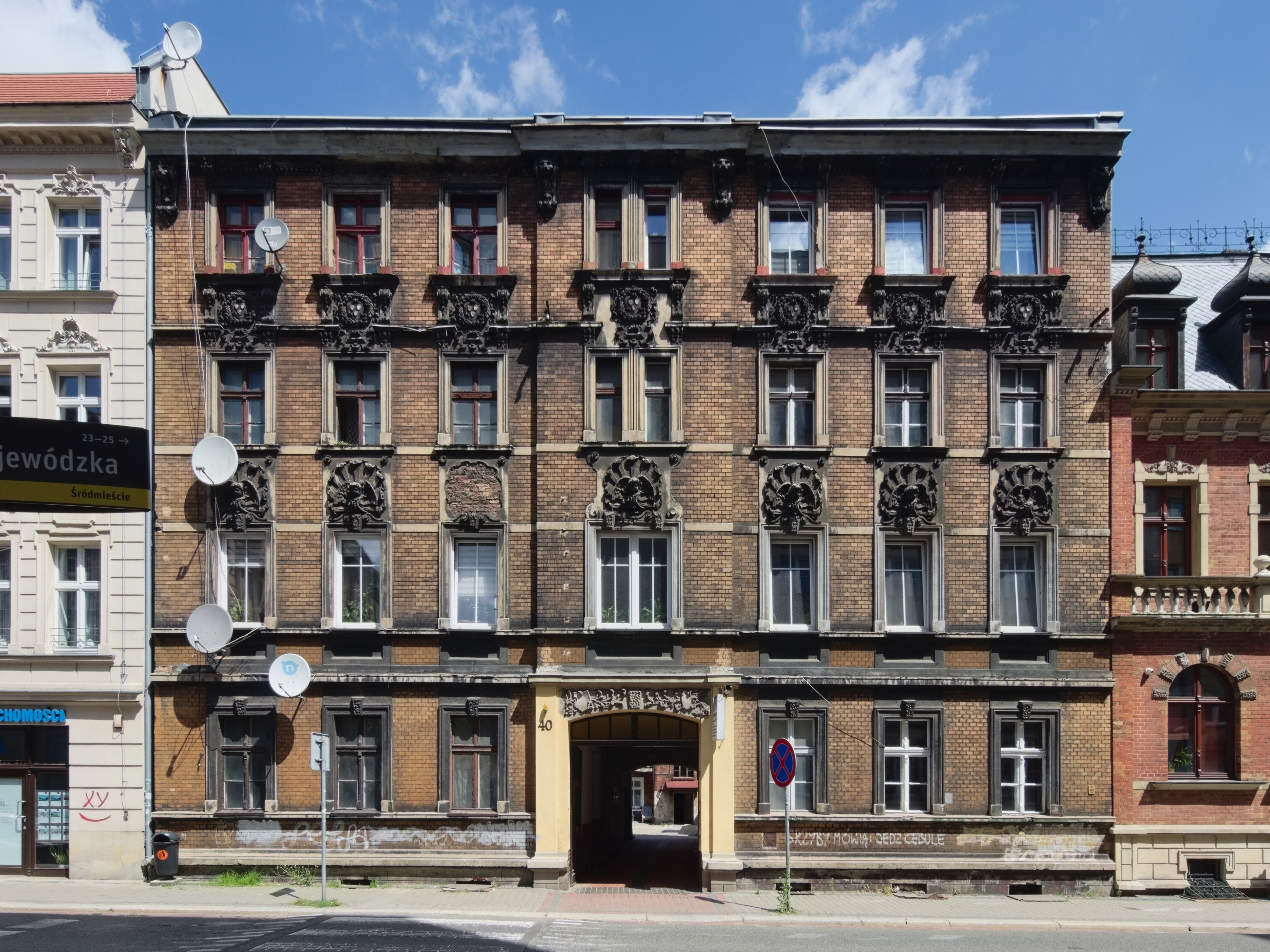
Kamienica przy ul. Wojewódzkiej 40

Dzisiejszą nazwę ulica wzięła od mieszczącego się przy niej tymczasowo w latach 1922–1929 Urzędu Wojewódzkiego (obecnie budynek Akademii Muzycznej).
Przy tej ulicy znajdowała się zagroda przedostatniego sołtysa Katowic – Kazimierza Skiby. Na posiedzeniu Rady Miasta Katowice z 13 października 1890 ulicy nadano nazwę Holteistraße na cześć pisarza niemieckiego Karla Eduarda von Holteia (w 1922 nazwę zmieniono na ulica Wojewódzka).
W XIX w. biegnąca równolegle do torów kolejowych ulica rozpoczynała się gazownią, którą w 1863 r. wybudowała rodzina Kremskich. Po jakimś czasie miasto wykupiło ją z rąk prywatnych. Obok powstały zabudowania ochotniczej straży pożarnej. Obecnie na miejscu obu tych instytucji wznosi się budynek Q Hotelu Plus. 1 października 1903 r. w mieście powstała pierwsza zawodowa straż pożarna. Jej siedzibą został budynek usytuowany przy dzisiejszej ul. Wojewódzkiej 11, naprzeciwko siedziby ochotniczej straży pożarnej. W dwudziestoleciu międzywojennym pod tym numerem funkcjonował także Zakład Dezynfekcyjny. Dziś mieści się tu Komenda Miejska Państwowej Straży Pożarnej w Katowicach i Jednostka Ratowniczo-Gaśnicza nr 3. W 1912 r. rzeczywisty początek ulicy "przesunął się" ku zachodowi i uzyskał wyrazisty akcent dzięki budowie należącego do Martina Tichauera i Bertholda Kochmanna kina o nazwie "Kammerlichtspiele" (dziś kinoteatr "Rialto").
W rejonie wokół ulic Juliusza Ligonia, Wojewódzkiej i J. Lompy w latach 1924–1929 za 1 m² trzeba było zapłacić od 30 do 40 złotych, w latach 1934–1939 od 200 do 220 złotych. Od 1910 przy Holteistraße 14 działała Katowicka Gazeta Ludowa (do 1920 redaktorem naczelnym był Paweł Pośpiech). W 1925 przy ulicy Wojewódzkiej wybudowano przytułek dla 75 starców oraz zaadaptowano budynek fabryczny na dom dla 65 osób bezdomnych i wybudowano nowy – dla 24 bezdomnych rodzin. Wzniesiono także nową 28–klasową szkołę, której nadano imię ks. Piotra Skargi. W latach niemieckiej okupacji Polski (1939–1945) ulica ponownie nosiła nazwę Holteistraße. Od 1945 do 1991 ulica nosiła nazwę 27 Stycznia, na pamiątkę "wyzwolenia" tego dnia Katowic przez Armię Czerwoną. Uchwałą Rady Miasta z dnia 25 marca 1991 przywrócono nazwę ulica Wojewódzka.
Przed pierwszą wojną światową pod numerem 9 działalność prowadził hotel "Recklaft", pod numerem 21 – hotel "Germania", pod numerem 1 – "Deutsches Haus" (założony w 1900, w 1920 swoje biuro miał w nim oddział Polskiego Komisariatu Plebiscytowego pod kierownictwem dra Henryka Jarczyka, któremu poświęcono tablicę pamiątkową na fasadzie tego budynku). W latach międzywojennych przy ul. Wojewódzkiej mieściły się redakcje gazet i tygodników, takich jak: Sport Ilustrowany (pod numerem 30), Narodowa Trybuna (ul. Wojewódzka 14), biuro wynajmu filmów "Julfilm" (pod numerem 7), tygodnik Das Freie Wort (pod numerem 21), Ostdeutsche Morgenpost (ul. Wojewódzka 24). Do 1939 przy ulicy działały: restauracja "Silesia" Gustawa Warchała (pod numerem 3), restauracja "Pod Koleją" E. Franka (pod numerem 15), kawiarnia Maksa Lamla (ul. Wojewódzka 16), mleczarnia Aloisa Hermsteina (pod numerem 27), sklep z wódkami A. Janaszka (ul. Wojewódzka 22), sklep spożywczo-kolonialny F. Jahnkego (pod numerem 38), apteka "Pod Opatrznością" (ul. Wojewódzka 32), Metalowe Zakłady Hutnicze "Torpedo" (pod numerem 42), fabryka pił i narzędzi Globus (ul. Wojewódzka 29), Drukarnia Przemysłowa M. Chmurkowskiego (pod numerem 20), fabryka czekolady Plutos (ul. Wojewódzka 50), Kredytpol (pod numerem 24). Od 1945 pod numerem 16 działała kawiarnia "Zagłębianka" A. Tepera.

## Obiekty i instytucje
Przy ulicy Wojewódzkiej znajdują się następujące historyczne obiekty:
- narożna kamienica mieszkalna (ul. Wojewódzka 5, ul. Plebiscytowa 2)[20];
- budynek siedziby Straży Pożarnej (ul. Wojewódzka 11), pochodzący z l. 70. XIX w., później przebudowywany[21];
- budynek Górnośląskiego Przedsiębiorstwa Wodociągów (ul. Wojewódzka 19); wskutek przeróbek utracił cechy zabytkowe[22];
- dom mieszkalny profesorów Śląskich Technicznych Zakładów Naukowych przy ul. Wojewódzkiej 23/ul. St. Kobylińskiego 2[20], projektu architekta Eustachego Chmielewskiego[23], wybudowany w latach 1929–1931; od 8 września 1936 do 1939 w budynku swoje biuro miała Giełda Zbożowa i Towarowa[8]; wartość budynku na dzień 1 września 1939 wynosiła 2 000 000 złotych[24];
- kamienica mieszkalna (ul. Wojewódzka 29; na rogu z ul. Józefa Szafranka), wpisana do rejestru zabytków (nr rej.: A/1480/92 z 4 sierpnia 1992[25]); wzniesiona w pierwszej ćwierci XX wieku, w stylu klasycyzującym[26]; ochrona obowiązuje w obrębie działki[27];
- gmach Akademii Muzycznej (budynek Państwowej Wyższej Szkoły Muzycznej) przy ul. Wojewódzkiej 33, wpisany do rejestru zabytków (nr rej.: A/753/2021[28] z 19 sierpnia 1978[25]), wzniesiony w stylu neogotyckim[26]; ochrona obowiązuje w obrębie działki[27];
- willa fabrykanta Gerdesa (ul. Wojewódzka 42)[29], wpisana do rejestru zabytków (nr rej.: A/1346/87 z 8 kwietnia 1987[25]), wzniesiona w 1896 z fundacji Henryka Gerdesa według projektu Feliksa Schustera, w stylu eklektycznym z użyciem form charakterystycznych dla renesansu północnego: francuskiego i niemieckiego[26];
- zabytkowa kamienica z 1906 przy ul. Wojewódzkiej 48 (róg z ul. Francuską)[20],
- zabytkowa kamienica – tzw. „dom Ferdmanna” (ul. Wojewódzka 50), wpisana do rejestru zabytków (nr rej.: A/1408/90 z 5 sierpnia 1990[25]); wzniesiona po 1909 jako dom własny architekta Kurta Ferdmanna, w stylu secesji[26]; ochrona obowiązuje w obrębie działki[27];
- kamienica narożna (ul. Francuska 14, róg z ul. Wojewódzką); objęta ochroną konserwatorską[20].

Przy ul. Wojewódzkiej swoją siedzibę mają: Centrum Rehabilitacji Leczniczej PULS, Chrześcijańskie Stowarzyszenie Akademickie, Górnośląskie Przedsiębiorstwo Wodociągów S.A., Katowicka Specjalna Strefa Ekonomiczna S.A., Sala Koncertowa Akademii Muzycznej (ul. Wojewódzka 33), Polski Instytut Prawa S.C., Polski Związek Katolicko-Społeczny, Komenda Miejska Państwowej Straży Pożarnej, Stowarzyszenie Przyjaciół Akordeonu, stowarzyszenie Śląski Klaster Wodny, kancelarie adwokackie i prawnicze.